# Kościół św. Michała i Matki Boskiej Szkaplerznej w Postolinie
Kościół św. Michała i Matki Boskiej Szkaplerznej w Postolinie – gotycki, ceglany kościół w Postolinie, w województwie pomorskim, w powiecie sztumskim.
Zbudowany został w poł. XIV w., rozbudowany w 1672 r., przebudowany (m.in. sklepienia) w latach 1867–1869. Halowy, z neogotycką wieżą frontową i trójbocznie zamkniętym prezbiterium.